# سرمایه‌گذاری اوک
سرمایه‌گذاری اوک (انگلیسی: Oak Investment) شرکت سرمایه‌گذاری آمریکایی است، که در سال ۱۹۷۸ تأسیس شد.